# العلاقات الكوستاريكية الكولومبية
العلاقات الكوستاريكية الكولومبية هي العلاقات الثنائية التي تجمع بين كوستاريكا وكولومبيا.

## مقارنة بين البلدين
هذه مقارنة عامة ومرجعية للدولتين:
| وجه المقارنة                                              | كوستاريكا                                 | كولومبيا        |
| --------------------------------------------------------- | ----------------------------------------- | --------------- |
| المساحة (كم2)                                             | 51.10 ألف                                 | 1.14 مليون      |
| عدد السكان (نسمة)                                         | 4.91 مليون                                | 49.07 مليون     |
| الكثافة السكانية (ن./كم²)                                 | 96.09                                     | 43.04           |
| العاصمة                                                   | سان خوسيه                                 | بوغوتا          |
| اللغة الرسمية                                             | اللغة الإسبانية                           | اللغة الإسبانية |
| العملة                                                    | كولون كوستاريكي                           | بيزو كولومبي    |
| الناتج المحلي الإجمالي (بليون دولار)                      | 57.06 مليار                               | 309.19 مليار    |
| الناتج المحلي الإجمالي (تعادل القوة الشرائية) بليون دولار | 74.98 مليار                               | 724.96 مليار    |
| الناتج المحلي الإجمالي الاسمي للفرد دولار أمريكي          | 11.26 ألف                                 | 7.60 ألف        |
| الناتج المحلي الإجمالي للفرد دولار أمريكي                 | 14.92 ألف                                 | 13.36 ألف       |
| مؤشر التنمية البشرية                                      | 0.766                                     | 0.720           |
| رمز المكالمات الدولي                                      | +506                                      | +57             |
| رمز الإنترنت                                              | .cr، قائمة نطاقات المستوى الأعلى للإنترنت | .co             |
| المنطقة الزمنية                                           | 00                                        | 00              |

## منظمات دولية مشتركة
يشترك البلدان في عضوية مجموعة من المنظمات الدولية، منها:
| علم المنظمة | اسم المنظمة                                                          | تاريخ انضمام كوستاريكا | تاريخ انضمام كولومبيا |
| ----------- | -------------------------------------------------------------------- | ---------------------- | --------------------- |
|             | منظمة التجارة العالمية                                               | ?                      | ?                     |
|             | الاتحاد الدولي للاتصالات                                             | 13 سبتمبر 1932         | 25 أغسطس 1914         |
|             | المركز الدولي لتسوية المنازعات الاستشارية                            | 27 مايو 1993           | 14 أغسطس 1997         |
|             | مؤسسة التنمية الدولية                                                | 30 يونيو 1961          | 16 يونيو 1961         |
|             | وكالة حظر الأسلحة النووية في أمريكا اللاتينية ومنطقة البحر الكاريبي ‏ | ?                      | ?                     |
|             | منظمة حظر الأسلحة الكيميائية                                         | ?                      | ?                     |
|             | يونسكو                                                               | 19 مايو 1950           | 31 أكتوبر 1947        |
|             | الأمم المتحدة                                                        | 2 نوفمبر 1945          | 5 نوفمبر 1945         |
|             | وكالة ضمان الاستثمار متعدد الأطراف                                   | 8 فبراير 1994          | 30 نوفمبر 1995        |
|             | البنك الدولي للإنشاء والتعمير                                        | 8 يناير 1946           | 24 ديسمبر 1946        |
|             | الاتحاد البريدي العالمي                                              | ?                      | ?                     |
|             | مؤسسة التمويل الدولية                                                | 20 يوليو 1956          | 20 يوليو 1956         |
|             | منظمة الشرطة الجنائية الدولية                                        | ?                      | ?                     |
|             | الفريق المعني برصد الأرض                                             | ?                      | ?                     |
|             | بنك أمريكا الوسطى للتكامل الاقتصادي ‏                                 | ?                      | ?                     |

## أعلام
هذه قائمة لبعض الشخصيات التي تربطها علاقات بالبلدين:
- ليون كورتيس كاسترو (8 ديسمبر 1882 – 3 مارس 1946)

## وصلات خارجية
- موقع وزارة الخارجية الكوستاريكية